# 柳雅欣
柳雅欣（1999年6月16日—），浙江龙泉人，中国女子游泳运动员，主项是200米仰泳。

## 生平
柳雅欣于2004年时被父亲带到瑞安市的一家游泳俱乐部学习游泳，当初父亲只是希望她在紧急情况下能够自救，2005年，她经推荐进入温州体育运动学校练习游泳，2012年，小学毕业后的柳雅欣成为省体工队的一员，她师从徐国义和楼霞教练。2016年，她首次参加奥运，并在女子200米仰泳项目上获得第7名。2017年，她获得全国运动会女子200米仰泳冠军，全运后不久她获得了浙江省劳动模范称号。2018年8月，她在雅加达亚运会女子200米仰泳决项目中夺金。
2021年7月，她随中国游泳队参加2020东京奥运会。